# Aire d'attraction de Port-la-Nouvelle
L'aire d'attraction de Port-la-Nouvelle est un zonage d'étude défini par l'Insee pour caractériser l’influence de la commune de Port-la-Nouvelle sur les communes environnantes. Publiée en octobre 2020, elle se substitue à l'aire urbaine de Port-la-Nouvelle, qui se composait d'une commune dans le zonage de 2010.

## Définition
L’aire d’attraction d'une ville est composée d’un pôle, défini à partir de critères de population et d’emploi ainsi que d’une couronne constituée des communes dont au moins 15 % des actifs travaillent dans le pôle. Le pôle d’attraction constitue ainsi un point de convergence des déplacements domicile-travail,.

## Type et composition
L’aire d'attraction de Port-la-Nouvelle est une aire intra-départementale qui ne comporte qu'une commune dans l'Aude.
Elle est catégorisée dans les aires de moins de 50 000 habitants, une catégorie qui regroupe 16,6 % de la population d'Occitanie et 12,2 % au niveau national.

### Composition communale
| Nom                               | Code Insee | Département | Statut         | Superficie (km2) | Population (dernière pop. légale) | Densité (hab./km2) | Modifier                                    |
| --------------------------------- | ---------- | ----------- | -------------- | ---------------- | --------------------------------- | ------------------ | ------------------------------------------- |
| Port-la-Nouvelle (commune-centre) | 11266      | Aude        | commune-centre | 28,55            | 5 882 (2022)                      | 206                | modifier les données · modifier les données |